# Temporada 2007 del Campeonato Mundial de Superbikes
La temporada 2007 del Campeonato Mundial de Superbikes se inició el 24 de febrero de 2007 en el circuito de Losail en Quatar y finalizó el 7 de octubre en el Circuito de Nevers Magny-Cours.
El campeón fue James Toseland que ganó el campeonato en la última cita en Francia, y para la temporada 2008 pasó a la categoría de MotoGP. Subcampeón fue el japonés Noriyuki Haga y en tercer lugar quedó el recién llegado de MotoGP, el italiano Max Biaggi.

## Calendario
| No | Fecha            | Gran Premio     | Circuito       | Pole position  | Carrera | Primero                      | Segundo                      | Tercero                      | Vuelta rápida                |
| -- | ---------------- | --------------- | -------------- | -------------- | ------- | ---------------------------- | ---------------------------- | ---------------------------- | ---------------------------- |
| 1  | 24 de febrero    | Catar           | Losail         | Troy Corser    | 1       | Max Biaggi                   | James Toseland               | Lorenzo Lanzi                | Max Biaggi                   |
| 1  | 24 de febrero    | Catar           | Losail         | Troy Corser    | 2       | James Toseland               | Max Biaggi                   | Troy Corser                  | Max Biaggi                   |
| 2  | 4 de marzo       | Australia       | Phillip Island | Troy Bayliss   | 1       | Troy Bayliss                 | James Toseland               | Max Biaggi                   | Troy Corser                  |
| 2  | 4 de marzo       | Australia       | Phillip Island | Troy Bayliss   | 2       | James Toseland               | Troy Bayliss                 | Noriyuki Haga                | Noriyuki Haga                |
| 3  | 1 de abril       | Europa          | Donington Park | Troy Bayliss   | 1       | James Toseland               | Troy Corser                  | Max Biaggi                   | Troy Bayliss                 |
| 3  | 1 de abril       | Europa          | Donington Park | Troy Bayliss   | 2       | Noriyuki Haga                | Max Biaggi                   | Troy Corser                  | Noriyuki Haga                |
| 4  | 15 de abril      | España          | Valencia       | Troy Bayliss   | 1       | Rubén Xaus                   | Noriyuki Haga                | Troy Bayliss                 | Troy Bayliss                 |
| 4  | 15 de abril      | España          | Valencia       | Troy Bayliss   | 2       | James Toseland               | Max Biaggi                   | Noriyuki Haga                | Noriyuki Haga                |
| 5  | 29 de abril      | Holanda         | Assen          | James Toseland | 1       | James Toseland               | Noriyuki Haga                | Rubén Xaus                   | Troy Bayliss                 |
| 5  | 29 de abril      | Holanda         | Assen          | James Toseland | 2       | Troy Bayliss                 | James Toseland               | Max Biaggi                   | Noriyuki Haga                |
| 6  | 13 de mayo       | Italia          | Monza          | Noriyuki Haga  | 1       | Noriyuki Haga                | Troy Bayliss                 | Max Biaggi                   | Max Biaggi                   |
| 6  | 13 de mayo       | Italia          | Monza          | Noriyuki Haga  | 2       | Noriyuki Haga                | James Toseland               | Troy Bayliss                 | Noriyuki Haga                |
| 7  | 27 de mayo       | Reino Unido     | Silverstone    | Troy Bayliss   | 1       | Troy Bayliss                 | Noriyuki Haga                | Troy Corser                  | Noriyuki Haga                |
| 7  | 27 de mayo       | Reino Unido     | Silverstone    | Troy Bayliss   | 2       | Carrera cancelada por lluvia | Carrera cancelada por lluvia | Carrera cancelada por lluvia | Carrera cancelada por lluvia |
| 8  | 17 de junio      | San Marino      | Misano         | Troy Corser    | 1       | Troy Bayliss                 | Troy Corser                  | Yukio Kagayama               | Noriyuki Haga                |
| 8  | 17 de junio      | San Marino      | Misano         | Troy Corser    | 2       | Troy Bayliss                 | Noriyuki Haga                | Max Biaggi                   | Troy Bayliss                 |
| 9  | 22 de julio      | República Checa | Brno           | Noriyuki Haga  | 1       | James Toseland               | Max Biaggi                   | Yukio Kagayama               | Noriyuki Haga                |
| 9  | 22 de julio      | República Checa | Brno           | Noriyuki Haga  | 2       | Max Biaggi                   | James Toseland               | Michel Fabrizio              | Troy Corser                  |
| 10 | 5 de agosto      | Reino Unido     | Brands Hatch   | Troy Bayliss   | 1       | James Toseland               | Troy Corser                  | Max Biaggi                   | Noriyuki Haga                |
| 10 | 5 de agosto      | Reino Unido     | Brands Hatch   | Troy Bayliss   | 2       | James Toseland               | Noriyuki Haga                | Troy Corser                  | James Toseland               |
| 11 | 9 de septiembre  | Alemania        | EuroSpeedway   | Fonsi Nieto    | 1       | Noriyuki Haga                | Max Biaggi                   | Troy Corser                  | Noriyuki Haga                |
| 11 | 9 de septiembre  | Alemania        | EuroSpeedway   | Fonsi Nieto    | 2       | Troy Bayliss                 | Noriyuki Haga                | Max Biaggi                   | Noriyuki Haga                |
| 12 | 30 de septiembre | Italia          | Vallelunga     | Troy Bayliss   | 1       | Max Biaggi                   | Troy Bayliss                 | James Toseland               | Noriyuki Haga                |
| 12 | 30 de septiembre | Italia          | Vallelunga     | Troy Bayliss   | 2       | Troy Bayliss                 | Max Biaggi                   | Noriyuki Haga                | Max Biaggi                   |
| 13 | 7 de octubre     | Francia         | Magny-Cours    | James Toseland | 1       | Noriyuki Haga                | Troy Bayliss                 | Troy Corser                  | Max Neukirchner              |
| 13 | 7 de octubre     | Francia         | Magny-Cours    | James Toseland | 2       | Noriyuki Haga                | Max Biaggi                   | Fonsi Nieto                  | Max Biaggi                   |

## Clasificación Final

### Pilotos
| Puesto | Piloto             | Moto      | Bandera de Catar | Bandera de Catar | Bandera de Australia | Bandera de Australia | Bandera de Unión Europea | Bandera de Unión Europea | Bandera de España | Bandera de España | Bandera de los Países Bajos | Bandera de los Países Bajos | Bandera de Italia | Bandera de Italia | Bandera del Reino Unido | Bandera de San Marino | Bandera de San Marino | Bandera de República Checa | Bandera de República Checa | Bandera del Reino Unido | Bandera del Reino Unido | Bandera de Alemania | Bandera de Alemania | Bandera de Italia | Bandera de Italia | Bandera de Francia | Bandera de Francia | Puntos |
| Puesto | Piloto             | Moto      | 1                | 2                | 1                    | 2                    | 1                        | 2                        | 1                 | 2                 | 1                           | 2                           | 1                 | 2                 | 1                       | 1                     | 2                     | 1                          | 2                          | 1                       | 2                       | 1                   | 2                   | 1                 | 2                 | 1                  | 2                  | Puntos |
| ------ | ------------------ | --------- | ---------------- | ---------------- | -------------------- | -------------------- | ------------------------ | ------------------------ | ----------------- | ----------------- | --------------------------- | --------------------------- | ----------------- | ----------------- | ----------------------- | --------------------- | --------------------- | -------------------------- | -------------------------- | ----------------------- | ----------------------- | ------------------- | ------------------- | ----------------- | ----------------- | ------------------ | ------------------ | ------ |
| 1      | James Toseland     | Honda     | 20               | 25               | 20                   | 25                   | 25                       | Ret                      | 11                | 25                | 25                          | 20                          | 13                | 20                | 8                       | 13                    | 10                    | 25                         | 20                         | 25                      | 25                      | 7                   | 13                  | 16                | 5                 | 9                  | 10                 | 415    |
| 2      | Noriyuki Haga      | Yamaha    | 8                | 13               | 13                   | 16                   | 13                       | 25                       | 20                | 16                | 20                          | Ret                         | 25                | 25                | 20                      | Ret                   | 20                    | 13                         | 13                         | 9                       | 20                      | 25                  | 20                  | 20                | 13                | 25                 | 25                 | 413    |
| 3      | Max Biaggi         | Suzuki    | 25               | 20               | 16                   | 13                   | 16                       | 20                       | 8                 | 20                | 10                          | 16                          | 16                | 11                | 10                      | Ret                   | 16                    | 20                         | 25                         | 16                      | 8                       | 20                  | 16                  | 25                | 20                | 10                 | 20                 | 397    |
| 4      | Troy Bayliss       | Ducati    | 11               | 8                | 25                   | 20                   | Ret                      | Inj                      | 16                | 10                | 13                          | 25                          | 20                | 16                | 25                      | 25                    | 25                    | Ret                        | 10                         | Ret                     | 9                       | 13                  | 25                  | 20                | 25                | 20                 | 11                 | 372    |
| 5      | Troy Corser        | Yamaha    | 7                | 16               | 11                   | 11                   | 20                       | 16                       | 13                | 7                 | 0                           | 13                          | 11                | 10                | 16                      | 20                    | 11                    | 9                          | Ret                        | 20                      | 16                      | 16                  | 11                  | Ret               | 13                | 16                 | 13                 | 296    |
| 6      | Rubén Xaus         | Ducati    | 6                | 7                | 9                    | 10                   | Ret                      | 13                       | 25                | 13                | 16                          | Ret                         | 4                 | 3                 | 7                       | 8                     | 9                     | 4                          | 6                          | 13                      | 10                      | 4                   | 10                  | Ret               | 10                | 8                  | 6                  | 201    |
| 7      | Lorenzo Lanzi      | Ducati    | 16               | 9                | 10                   | 9                    | 11                       | 11                       | 10                | 11                | 11                          | Ret                         | 9                 | Ret               | 9                       | 10                    | 7                     | 8                          | 9                          | 7                       | 4                       | 8                   | 4                   | 10                | 9                 | Ret                | DNS                | 192    |
|        | Roberto Rolfo      | Honda     | 9                | Ret              | 5                    | 6                    | 7                        | 9                        | 6                 | 4                 | 7                           | 11                          | Ret               | 13                | 13                      | 11                    | 8                     | 11                         | 11                         | 10                      | 5                       | 11                  | 9                   | Ret               | 11                | 6                  | 9                  | 192    |
| 9      | Max Neukirchner    | Suzuki    | 10               | 6                | 8                    | 8                    | 8                        | 6                        | 4                 | 6                 | 6                           | 9                           | 6                 | 4                 | 6                       | 7                     | 6                     | 7                          | 4                          | 5                       | 6                       | Ret                 | 6                   | Ret               | 6                 | 13                 | Ret                | 149    |
| 10     | Régis Laconi       | Kawasaki  | Ret              | 5                | Ret                  | Ret                  | 9                        | 10                       | 5                 | 8                 | 0                           | 6                           | Ret               | 8                 | 11                      | 9                     | 5                     | 5                          | 2                          | 8                       | 7                       | 10                  | 5                   | 9                 | Ret               | 7                  | 5                  | 137    |
| 11     | Michel Fabrizio    | Honda     | Ret              | 4                | Ret                  | 7                    | 3                        | 4                        | 9                 | 5                 | 4                           | 10                          | 8                 | 5                 | Ret                     | Ret                   | Ret                   | 10                         | 16                         | 11                      | 13                      | Ret                 | 3                   | 11                | Ret               | 2                  | 7                  | 132    |
| 12     | Fonsi Nieto        | Kawasaki  | Ret              | 11               | 7                    | 2                    | 10                       | Ret                      | Ret               | Ret               | 8                           | 8                           | Ret               | Ret               | Ret                     | Ret                   | 4                     | Ret                        | 8                          | 4                       | 3                       | 9                   | 8                   | 8                 | 8                 | 11                 | 16                 | 125    |
| 13     | Yukio Kagayama     | Suzuki    | 13               | 10               | Inj                  | Inj                  | Inj                      | Inj                      | 1                 | 3                 | 9                           | 5                           | 10                | 9                 | Ret                     | 16                    | 13                    | 16                         | Ret                        | Ret                     | 11                      | DNS                 | DNS                 | DNS               | DNS               | Inj                | Inj                | 116    |
| 14     | Jakub Smrž         | Ducati    | 2                | 0                | 2                    | 5                    | 6                        | 8                        | 2                 | 0                 | 5                           | 7                           | 1                 | 6                 | Ret                     | 6                     | 3                     | Ret                        | 3                          | 2                       | Ret                     | 3                   | 0                   | 5                 | Ret               | Ret                | Ret                | 66     |
|        | Shinichi Nakatomi  | Yamaha    | 4                | 0                | 3                    | 3                    | 0                        | 2                        | Ret               | 0                 | 3                           | 4                           | Inj               | Inj               | 3                       | Ret                   | 2                     | 6                          | 7                          | 3                       | 1                       | 5                   | 1                   | 7                 | 7                 | 5                  | Ret                | 66     |
| 16     | Karl Muggeridge    | Honda     | Ret              | 2                | DNS                  | DNS                  | 5                        | 7                        | Ret               | Ret               | Ret                         | Ret                         | 7                 | 7                 | Ret                     | DNS                   | DNS                   | Ret                        | 5                          | Ret                     | 2                       | 6                   | 6                   | 3                 | 3                 | 4                  | 5                  | 62     |
| 17     | Josh Brookes       | Honda     | Ret              | 3                | 4                    | 4                    | 4                        | 1                        | 7                 | 9                 | Ret                         | 3                           | 5                 | Ret               | Ret                     |                       |                       |                            |                            |                         |                         |                     |                     |                   |                   |                    |                    | 40     |
| 18     | Steve Martin       | Honda     | 5                | 0                | 6                    | Ret                  | 0                        | 3                        | Ret               | Ret               | DNS                         | DNS                         | 0                 | Ret               |                         |                       |                       |                            |                            |                         |                         |                     |                     |                   |                   |                    |                    | 23     |
| 18     | Steve Martin       | Yamaha    |                  |                  |                      |                      |                          |                          |                   |                   |                             |                             |                   |                   |                         |                       |                       |                            |                            | 5                       | 0                       |                     |                     |                   |                   |                    |                    | 23     |
| 18     | Steve Martin       | Suzuki    |                  |                  |                      |                      |                          |                          |                   |                   |                             |                             |                   |                   |                         |                       |                       |                            |                            |                         |                         | 2                   | 2                   | 2                 | 2                 |                    |                    | 23     |
| 19     | Vittorio Iannuzzo  | Kawasaki  |                  |                  |                      |                      |                          |                          |                   |                   |                             |                             |                   |                   | 5                       |                       |                       | 3                          | 1                          |                         |                         |                     |                     | 6                 | 4                 |                    |                    | 19     |
| 20     | Marco Borciani     | Ducati    |                  |                  |                      |                      |                          |                          |                   |                   |                             |                             | 3                 | Ret               |                         | 5                     | Ret                   |                            |                            |                         |                         |                     |                     | 4                 | 0                 |                    |                    | 12     |
| 21     | Giovanni Bussei    | Ducati    |                  |                  |                      |                      | 2                        | 5                        | 3                 | 1                 |                             |                             |                   |                   |                         |                       |                       |                            |                            |                         |                         |                     |                     |                   |                   |                    |                    | 11     |
| 22     | Luca Morelli       | Ducati    |                  |                  |                      |                      | 0                        | 0                        | Ret               | Ret               | 2                           | Ret                         |                   |                   |                         |                       |                       |                            |                            |                         |                         |                     |                     |                   |                   |                    |                    | 11     |
| 22     | Luca Morelli       | Honda     |                  |                  |                      |                      |                          |                          |                   |                   |                             |                             | Ret               | DNS               | 4                       | 3                     | 0                     | Ret                        | 0                          | 0                       | 0                       | Ret                 | Ret                 | 0                 | 0                 | Ret                | 2                  | 11     |
| 23     | Yoann Tiberio      | Honda     |                  |                  |                      |                      |                          |                          |                   |                   |                             |                             |                   |                   |                         |                       |                       |                            |                            |                         |                         | 1                   | 0                   | 1                 | 1                 | 3                  | 4                  | 10     |
| 24     | Alessandro Polita  | Suzuki    | 3                | 1                | 1                    | 1                    | Ret                      | DNS                      |                   |                   |                             |                             | 2                 | Ret               | Ret                     | Ret                   | 0                     |                            |                            |                         |                         |                     |                     |                   |                   |                    |                    | 8      |
|        | Dean Ellison       | Ducati    | 1                | 0                | 0                    | Ret                  | 1                        | Ret                      | Ret               | Ret               | 2                           | 0                           | Ret               | 1                 | Ret                     | 2                     | 0                     | Ret                        | Ret                        | 0                       | 0                       | Ret                 | Ret                 | 0                 | 0                 | Ret                | 1                  | 8      |
| 26     | Mauro Sanchini     | Kawasaki  |                  |                  |                      |                      |                          |                          |                   |                   |                             |                             | 0                 | Ret               |                         | 4                     | 1                     |                            |                            |                         |                         |                     |                     |                   |                   |                    |                    | 5      |
| 27     | Guillaume Dietrich | Suzuki    |                  |                  |                      |                      |                          |                          |                   |                   |                             |                             |                   |                   |                         |                       |                       |                            |                            |                         |                         |                     |                     |                   |                   | 1                  | 3                  | 4      |
| 28     | Jiri Drazdak       | Yamaha    | Ret              | Ret              | 0                    | Ret                  |                          |                          |                   |                   |                             |                             |                   |                   |                         |                       |                       | 2                          | Ret                        |                         |                         | 0                   | 0                   |                   |                   |                    |                    | 2      |
|        | Robertino Pietri   | Yamaha    |                  |                  |                      |                      |                          |                          |                   |                   |                             |                             | Ret               | 2                 |                         |                       |                       |                            |                            |                         |                         |                     |                     |                   |                   |                    |                    | 2      |
|        | Carmelo Morales    | Yamaha    |                  |                  |                      |                      |                          |                          | Ret               | 2                 |                             |                             |                   |                   |                         |                       |                       |                            |                            |                         |                         |                     |                     |                   |                   |                    |                    | 2      |
|        | Marek Svoboda      | Yamaha    |                  |                  |                      |                      |                          |                          |                   |                   | 1                           | 1                           | Ret               | Ret               |                         |                       |                       |                            |                            |                         |                         |                     |                     |                   |                   |                    |                    | 2      |
| 32     | Marty Nutt         | Yamaha    |                  |                  |                      |                      |                          |                          |                   |                   |                             |                             |                   |                   |                         |                       |                       |                            |                            | 1                       | DNS                     |                     |                     |                   |                   |                    |                    | 1      |
|        | Stefano Cruciani   | Suzuki    |                  |                  |                      |                      |                          |                          |                   |                   |                             |                             |                   |                   |                         |                       |                       | 1                          | 0                          | 0                       | Ret                     |                     |                     |                   |                   |                    |                    | 1      |
|        | Christian Zaiser   | MV Agusta | 0                | Ret              | 0                    | 0                    | Ret                      | Ret                      | Ret               | Ret               | Ret                         |                             |                   |                   |                         | 1                     | Ret                   | Ret                        | Ret                        |                         |                         |                     |                     |                   |                   |                    |                    | 1      |
| 35     | Mashel Al Naimi    | Kawasaki  | 0                | 0                |                      |                      |                          |                          |                   |                   |                             |                             |                   |                   |                         |                       |                       |                            |                            |                         |                         |                     |                     |                   |                   |                    |                    | 0      |
|        | Martin Bauer       | Honda     |                  |                  |                      |                      |                          |                          |                   |                   |                             |                             |                   |                   |                         |                       |                       |                            |                            |                         |                         | Ret                 | 0                   |                   |                   |                    |                    | 0      |
|        | Norino Brignola    | Ducati    |                  |                  |                      |                      |                          |                          |                   |                   |                             |                             |                   |                   |                         |                       |                       |                            |                            |                         |                         |                     |                     | Ret               | 0                 |                    |                    | 0      |
|        | Milos Cihak        | Suzuki    |                  |                  |                      |                      |                          |                          |                   |                   |                             |                             |                   |                   |                         |                       |                       | Ret                        | 0                          |                         |                         |                     |                     |                   |                   |                    |                    | 0      |
|        | Luca Conforti      | Honda     |                  |                  |                      |                      |                          |                          |                   |                   |                             |                             |                   |                   |                         | Ret                   | 0                     |                            |                            |                         |                         |                     |                     |                   |                   |                    |                    | 0      |
|        | Aaron Zanotti      | Yamaha    |                  |                  |                      |                      | 0                        | 0                        |                   |                   |                             |                             |                   |                   |                         |                       |                       |                            |                            |                         |                         |                     |                     |                   |                   |                    |                    | 0      |
| Puesto | Piloto             | Moto      | Bandera de Catar | Bandera de Catar | Bandera de Australia | Bandera de Australia | Bandera de Unión Europea | Bandera de Unión Europea | Bandera de España | Bandera de España | Bandera de los Países Bajos | Bandera de los Países Bajos | Bandera de Italia | Bandera de Italia | Bandera del Reino Unido | Bandera de San Marino | Bandera de San Marino | Bandera de República Checa | Bandera de República Checa | Bandera del Reino Unido | Bandera del Reino Unido | Bandera de Alemania | Bandera de Alemania | Bandera de Italia | Bandera de Italia | Bandera de Francia | Bandera de Francia | Puntos |

| Color     | Resultado                                                               |
| --------- | ----------------------------------------------------------------------- |
| Oro       | Ganador                                                                 |
| Plata     | 2.ª plaza                                                               |
| Bronce    | 3.ª plaza                                                               |
| Verde     | Finalizó en los puntos                                                  |
| Azul      | Finalizó sin puntos                                                     |
| Azul      | NC - No clasificado                                                     |
| Violeta   | Ret - No terminó (Carrera)                                              |
| Rojo      | DNQ - No se clasificó                                                   |
| Negro     | DSQ - Descalificado                                                     |
| Blanco    | DNS - No empezó (carrera)                                               |
| Blanco    | WD - Retirado (fin de semana)                                           |
| Blanco    | C - Carrera cancelada                                                   |
| Sin color | DNP - Inscrito pero no participó                                        |
| Sin color | INJ - Lesionado                                                         |
| Sin color | EX - Excluido                                                           |
| Estado    | Resultado                                                               |
| Negrita   | Pole position                                                           |
| Cursiva   | Vuelta rápida                                                           |
| †         | Abandona, pero clasifica al completar el porcentaje requerido para ello |

### Constructores
| Puesto | Fabricante | Bandera de Catar | Bandera de Catar | Bandera de Australia | Bandera de Australia | Bandera de Unión Europea | Bandera de Unión Europea | Bandera de España | Bandera de España | Bandera de los Países Bajos | Bandera de los Países Bajos | Bandera de Italia | Bandera de Italia | Bandera del Reino Unido | Bandera de San Marino | Bandera de San Marino | Bandera de República Checa | Bandera de República Checa | Bandera del Reino Unido | Bandera del Reino Unido | Bandera de Alemania | Bandera de Alemania | Bandera de Italia | Bandera de Italia | Bandera de Francia | Bandera de Francia | Puntos |
| Puesto | Fabricante | 1                | 2                | 1                    | 2                    | 1                        | 2                        | 1                 | 2                 | 1                           | 2                           | 1                 | 2                 | 1                       | 1                     | 2                     | 1                          | 2                          | 1                       | 2                       | 1                   | 2                   | 1                 | 2                 | 1                  | 2                  | Puntos |
| ------ | ---------- | ---------------- | ---------------- | -------------------- | -------------------- | ------------------------ | ------------------------ | ----------------- | ----------------- | --------------------------- | --------------------------- | ----------------- | ----------------- | ----------------------- | --------------------- | --------------------- | -------------------------- | -------------------------- | ----------------------- | ----------------------- | ------------------- | ------------------- | ----------------- | ----------------- | ------------------ | ------------------ | ------ |
| 1      | Yamaha     | 8                | 16               | 13                   | 16                   | 20                       | 25                       | 20                | 16                | 20                          | 13                          | 25                | 25                | 20                      | 20                    | 20                    | 13                         | 13                         | 20                      | 20                      | 25                  | 20                  | 13                | 16                | 25                 | 25                 | 467    |
| 2      | Honda      | 20               | 25               | 20                   | 25                   | 25                       | 9                        | 11                | 25                | 25                          | 20                          | 13                | 20                | 13                      | 13                    | 10                    | 25                         | 20                         | 25                      | 25                      | 11                  | 13                  | 16                | 11                | 9                  | 10                 | 439    |
| 3      | Ducati     | 16               | 9                | 25                   | 20                   | 11                       | 13                       | 25                | 13                | 16                          | 25                          | 20                | 16                | 25                      | 25                    | 25                    | 8                          | 10                         | 13                      | 10                      | 13                  | 25                  | 20                | 25                | 20                 | 11                 | 439    |
| 4      | Suzuki     | 25               | 20               | 16                   | 13                   | 16                       | 20                       | 8                 | 20                | 10                          | 16                          | 16                | 11                | 10                      | 16                    | 16                    | 20                         | 25                         | 16                      | 11                      | 20                  | 16                  | 25                | 20                | 13                 | 20                 | 419    |
| 5      | Kawasaki   |                  | 11               | 7                    | 2                    | 10                       | 10                       | 5                 | 8                 | 8                           | 8                           |                   | 8                 | 11                      | 9                     | 5                     | 5                          | 8                          | 8                       | 7                       | 10                  | 8                   | 9                 | 8                 | 11                 | 16                 | 192    |
| 6      | MV Agusta  |                  |                  |                      |                      |                          |                          |                   |                   |                             |                             |                   |                   |                         | 1                     |                       |                            |                            |                         |                         |                     |                     |                   |                   |                    |                    | 1      |

- Datos: Q615401
- Multimedia: 2007 in Superbike World Championship / Q615401